# Rete filoviaria di Roma
La rete filoviaria di Roma è un servizio di trasporto pubblico locale composto da tre linee filoviarie gestite dalla società in house ATAC per conto dell'ente Roma Capitale.
Dopo la prima rete filoviaria, aperta nel 1937 e soppressa definitivamente nel 1972, nel 2005 fu convertita al servizio filoviario l'autolinea 90, occasionalmente affiancata dalla linea 60. Nel 2019, con l'apertura del corridoio della mobilità EUR Laurentina-Tor Pagnotta, è stata attivata anche la linea 74, che secondo i progetti sarà seguita dalla conversione delle autolinee 72 e 73.

## Storia
Nei primi anni 2000, al fine di ridurre il traffico automobilistico e l'inquinamento atmosferico, il Comune decise di potenziare il trasporto pubblico locale con particolare attenzione verso quello a trazione elettrica. Fu così che per ovviare ai problemi della rete tranviaria si optò per la rinascita della rete filoviaria. Con la riconversione della rimessa di Monte Sacro e l'acquisto di 30 Solaris Trollino, il 23 marzo 2005 si procedette alla conversione della linea 90 in linea filoviaria, collegando la stazione di Roma Termini a largo Fausta Labia. Il bifilare fu quindi posizionato unicamente su via Nomentana, mentre il rimanente percorso fu lasciato alla marcia autonoma del mezzo.
Il 1º dicembre 2008 fu istituita la linea 90D, una sorta di deviazione della linea 90 per collegare la stazione a largo Sergio Pugliese, che fu tuttavia soppressa nel 2012 e sostituita dalla parziale filoviarizzazione della linea 60.
L'8 luglio 2019 fu invece inaugurata la linea 74 tra la stazione Laurentina, capolinea meridionale della linea B, e via Castel di Leva, nella frazione di Fonte Laurentina.

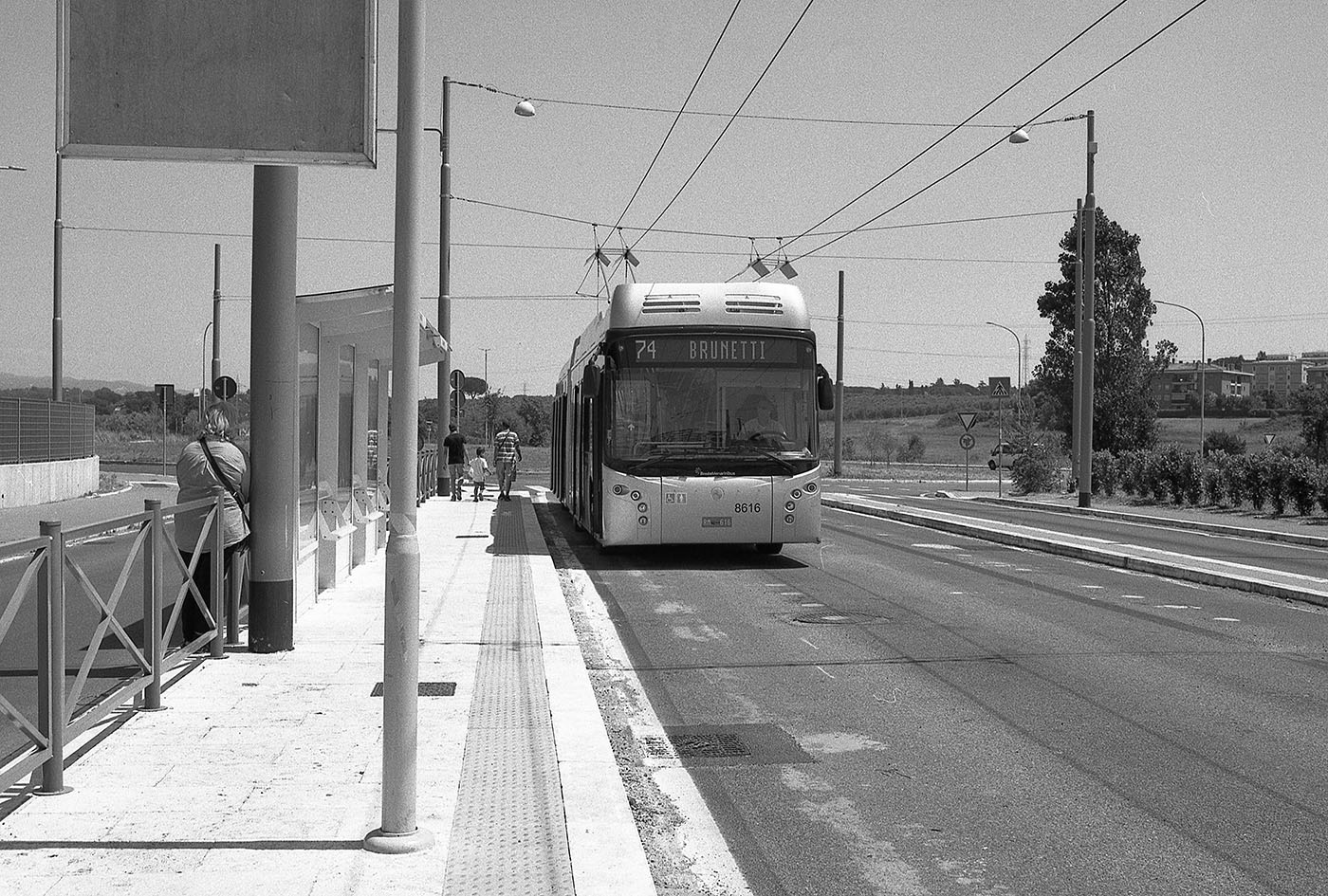
Una vettura della linea 74 al capolinea di via Brunetti
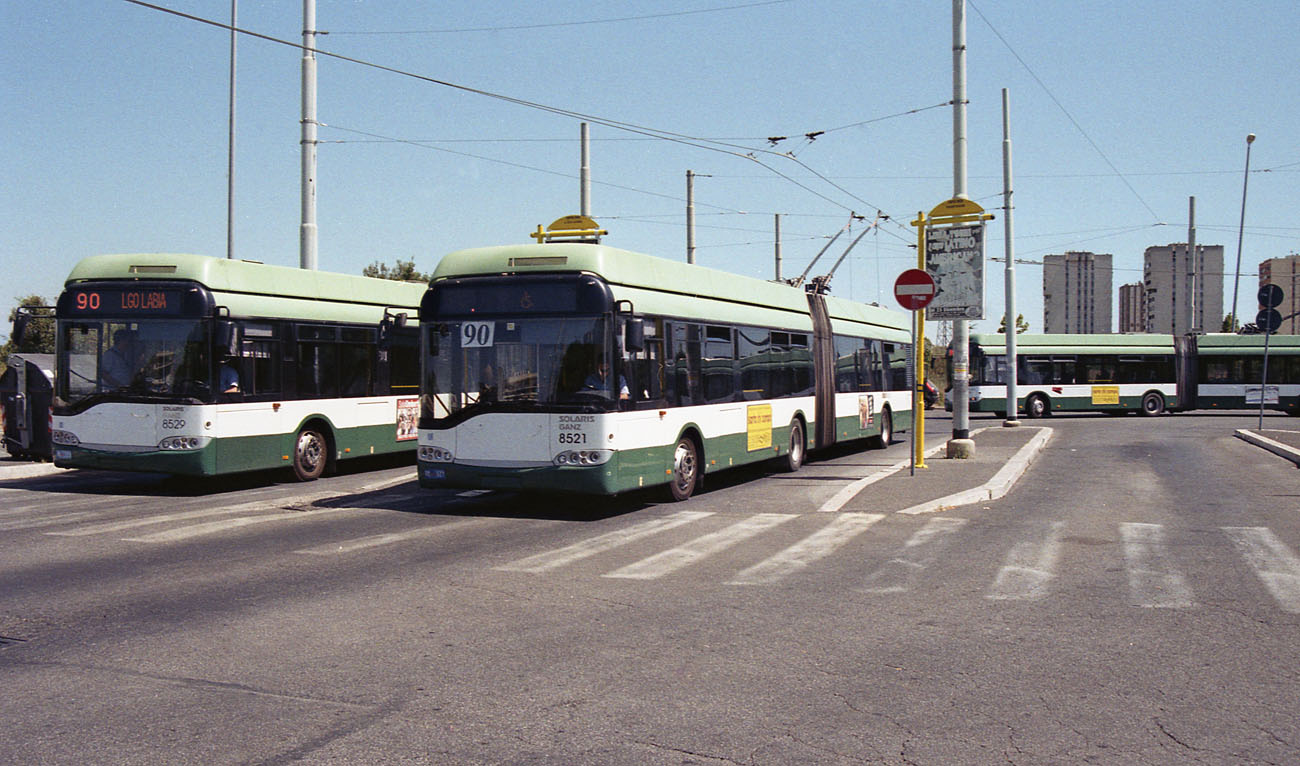
Il capolinea della linea 90 di largo Labia

## Impianti e rimesse
- Rimessa Monte Sacro (via di Monte Sacro, 18)
- Rimessa Tor Pagnotta (via Mario Carucci, 105)

## Parco mezzi
Il parco mezzi della rete filoviaria è composto unicamente da filosnodati lunghi 18 metri di due modelli: 30 Solaris Trollino e 45 BredaMenarinibus Avancity+.
I primi, costruiti dalla ditta polacca Solaris Bus & Coach in collaborazione con l'ungherese Ganz, risalgono al 2004 e hanno una capienza di circa 139 passeggeri. Dotati di pianale ribassato, sono particolarmente noti per la loro silenziosità e vengono alimentati, in marcia autonoma, da accumulatori nichel-metallo idruro.
I secondi invece furono acquistati nel 2009 per prestare servizio sui costruendi corridoi della mobilità e dopo svariati ritardi sono entrati in servizio nel 2017 sulle linee già attive (60 e 90) per poi debuttare nel 2019 sulla linea 74.